# Вердієва Гілас Шаміль кизи
Гілас Шаміль кизи Вердієва (1930, село Салахли, тепер Євлахського району, Азербайджан — ?) — азербайджанська радянська діячка, ланкова колгоспу імені 28 квітня Євлахського району Азербайджанської РСР. Член ЦК ЛКСМ Азербайджану. Депутат Верховної ради СРСР 4—5-го скликань.

## Життєпис
Народилася в бідній селянській родині. Закінчила семирічну школу.
З 1948 року працювала колгоспницею-збирачкою бавовни, а з 1950 по 1958 рік — ланковою комсомольсько-молодіжної ланки колгоспу імені 28 квітня Євлахського району Азербайджанської РСР. Збирала високі врожаї бавовни.
Член КПРС з 1954 року.
З 1958 року — голова Салахлинської сільської ради депутатів трудящих Євлахського району Азербайджанської РСР.
Подальша доля невідома.